# Corda (Cabo Verde)
Corda (Crioulo cabo-verdiano, ALUPEC: Korda, Crioulo do Santo Antão: Corda) é uma aldeia do município de Ribeira Grande na central da ilha do Santo Antão, em Cabo Verde. A aldeia conectado-se com Estrada da Corda, uma rodovia antiga com Ribeira Grande e Porto Novo.

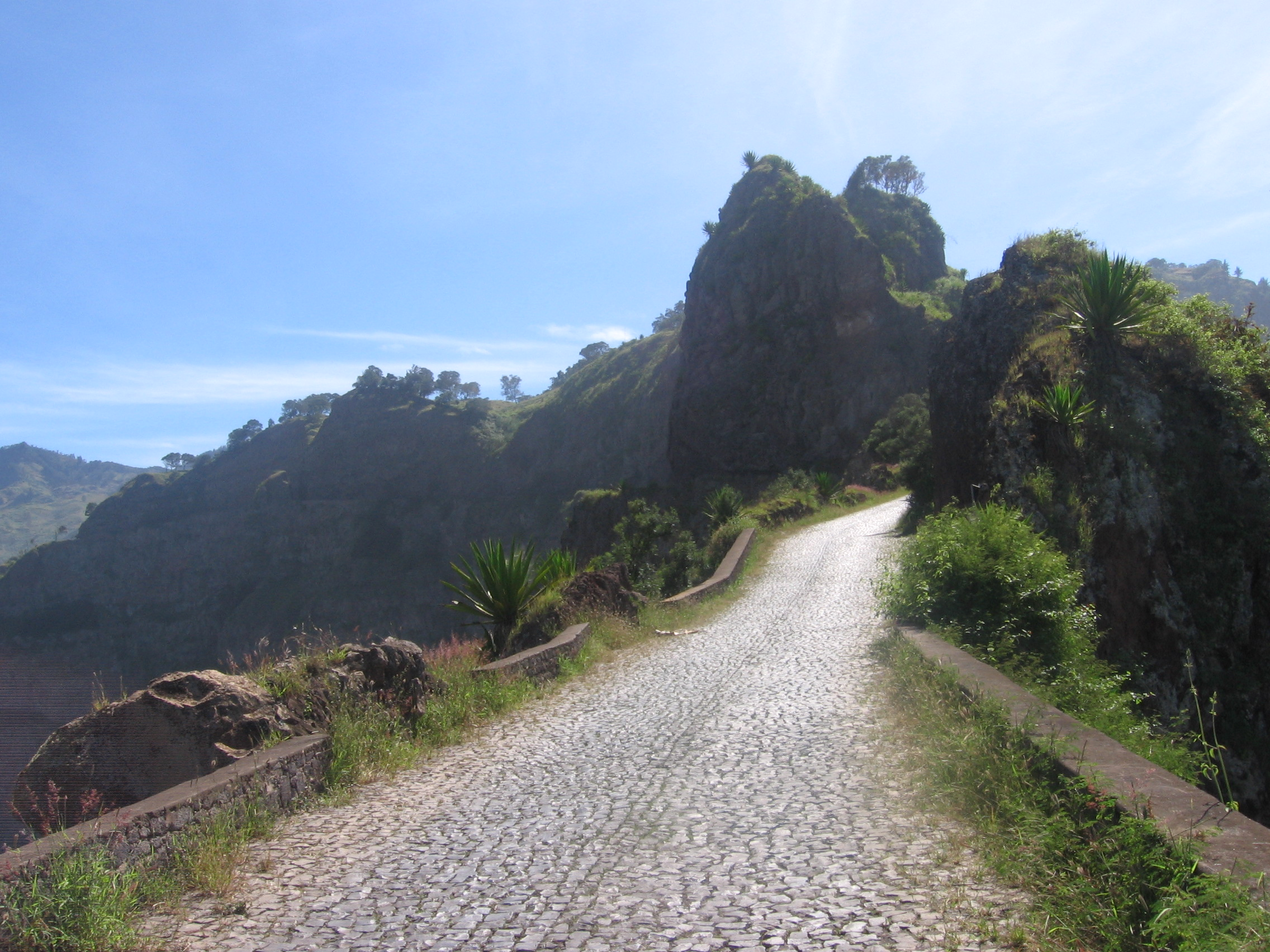
Estrada da Corda

Distritos ou localidades esse Espongeiro e Água das Caldeiras.
O geografia consiste-se de florestas de pinhas e castanhas.

## Vilas próximos ou limítrofes
- Cabo da Ribeira

## Climático
| Dados climáticos para Espongeiro, centro da ilha, 1250–1400 metros de elevação | Dados climáticos para Espongeiro, centro da ilha, 1250–1400 metros de elevação | Dados climáticos para Espongeiro, centro da ilha, 1250–1400 metros de elevação | Dados climáticos para Espongeiro, centro da ilha, 1250–1400 metros de elevação | Dados climáticos para Espongeiro, centro da ilha, 1250–1400 metros de elevação | Dados climáticos para Espongeiro, centro da ilha, 1250–1400 metros de elevação | Dados climáticos para Espongeiro, centro da ilha, 1250–1400 metros de elevação | Dados climáticos para Espongeiro, centro da ilha, 1250–1400 metros de elevação | Dados climáticos para Espongeiro, centro da ilha, 1250–1400 metros de elevação | Dados climáticos para Espongeiro, centro da ilha, 1250–1400 metros de elevação | Dados climáticos para Espongeiro, centro da ilha, 1250–1400 metros de elevação | Dados climáticos para Espongeiro, centro da ilha, 1250–1400 metros de elevação | Dados climáticos para Espongeiro, centro da ilha, 1250–1400 metros de elevação | Dados climáticos para Espongeiro, centro da ilha, 1250–1400 metros de elevação |
| Mês                                                                            | Jan                                                                            | Fev                                                                            | Mar                                                                            | Abr                                                                            | Mai                                                                            | Jun                                                                            | Jul                                                                            | Ago                                                                            | Set                                                                            | Out                                                                            | Nov                                                                            | Dez                                                                            | Ano                                                                            |
| ------------------------------------------------------------------------------ | ------------------------------------------------------------------------------ | ------------------------------------------------------------------------------ | ------------------------------------------------------------------------------ | ------------------------------------------------------------------------------ | ------------------------------------------------------------------------------ | ------------------------------------------------------------------------------ | ------------------------------------------------------------------------------ | ------------------------------------------------------------------------------ | ------------------------------------------------------------------------------ | ------------------------------------------------------------------------------ | ------------------------------------------------------------------------------ | ------------------------------------------------------------------------------ | ------------------------------------------------------------------------------ |
| Média alta °C (°F)                                                             | 15.5 (59.9)                                                                    | 15.3 (59.5)                                                                    | 15.9 (60.6)                                                                    | 16.3 (61.3)                                                                    | 17.2 (63)                                                                      | 17.9 (64.2)                                                                    | 19.0 (66.2)                                                                    | 20.0 (68)                                                                      | 20.3 (68.5)                                                                    | 19.8 (67.6)                                                                    | 18.5 (65.3)                                                                    | 16.5 (61.7)                                                                    | 17.7 (63.9)                                                                    |
| Média diária °C (°F)                                                           | 13.2 (55.8)                                                                    | 12.8 (55)                                                                      | 13.2 (55.8)                                                                    | 13.6 (56.5)                                                                    | 14.5 (58.1)                                                                    | 15.3 (59.5)                                                                    | 16.3 (61.3)                                                                    | 17.3 (63.1)                                                                    | 17.7 (63.9)                                                                    | 17.4 (63.3)                                                                    | 16.0 (60.8)                                                                    | 14.4 (57.9)                                                                    | 15.1 (59.2)                                                                    |
| Média baixa °C (°F)                                                            | 10.9 (51.6)                                                                    | 10.4 (50.7)                                                                    | 10.6 (51.1)                                                                    | 10.9 (51.6)                                                                    | 11.9 (53.4)                                                                    | 12.8 (55)                                                                      | 13.7 (56.7)                                                                    | 14.7 (58.5)                                                                    | 15.1 (59.2)                                                                    | 15.0 (59)                                                                      | 13.6 (56.5)                                                                    | 12.3 (54.1)                                                                    | 12.7 (54.9)                                                                    |
| Precipitação média mm (pol.)                                                   | 24 (0.94)                                                                      | 4 (0.16)                                                                       | 4 (0.16)                                                                       | 1 (0.04)                                                                       | 0 (0)                                                                          | 0 (0)                                                                          | 20 (0.79)                                                                      | 82 (3.23)                                                                      | 105 (4.13)                                                                     | 55 (2.17)                                                                      | 31 (1.22)                                                                      | 25 (0.98)                                                                      | 351 (13.82)                                                                    |
| Fonte: Climate-Data.ORG                                                        |                                                                                |                                                                                |                                                                                |                                                                                |                                                                                |                                                                                |                                                                                |                                                                                |                                                                                |                                                                                |                                                                                |                                                                                |                                                                                |